# Pulsatilla weberi
Pulsatilla weberi är en ranunkelväxtart som först beskrevs av Felix Joseph Widder, och fick sitt nu gällande namn av Erwin Emil Alfred Janchen och J. Holub. Pulsatilla weberi ingår i släktet pulsatillor, och familjen ranunkelväxter. Inga underarter finns listade i Catalogue of Life.